# Wladimiro Settimelli
Wladimiro Settimelli (Lastra a Signa, 9 aprile 1934 – Zagarolo, 28 novembre 2017) è stato un fotografo, giornalista e storico della fotografia italiano.

## Biografia
Figlio di un antifascista condannato al confino, da sempre militante nel P.C.I. inizia a collaborare con la redazione fiorentina dell'Unità. Trasferitosi a Roma continua la sua collaborazione col giornale fondato da Antonio Gramsci. Per l'Unità segue l'alluvione di Firenze, la vicenda della loggia P2 e il caso Kappler. Affianca al giornalismo militante la passione e lo studio della fotografia, tiene per anni una rubrica di storia e critica della fotografia su l'Unità. Collabora con l'editore Cesco Ciapanna per la rivista Fotografare. Pubblica moltissimi libri di storia, cultura e tecnica della fotografia.
Collabora in maniera continuativa con l'archivio Alinari, da questo rapporto nascono diversi libri di storia attraverso le collezioni fotografiche come quello su Garibaldi, su Roma o sul Molise. Nel Pioniere dell'Unità del 1965 con i n° 28 e 30 e del 1966 n° 24 furono pubblicati tre suoi racconti: Camping, Gli ostelli dei Giramondo e Vacanze in bicicletta. Nel 1979 partecipa alla manifestazione Venezia 79 la fotografia che si svolge sotto l'egida dell'UNESCO e dell'International Center of Photography di New York, con un corso sulla riscoperta della storia sociale della fotografia attraverso le vecchie foto.
L'interesse di Settimelli per la fotografia non si ferma al semplice fattore estetico, ma considera ogni immagine un documento storico capace di raccontare gli uomini e le loro vicende. I suoi libri e i suoi articoli parlano, più che delle vite dei grandi fotografi, del contenuto e del significato delle loro immagini. Nella ricerca sulla fotografia, impiega tutta la sua esperienza di giornalista investigativo, scoprendo anche falsi eccellenti, come quelli del 20 settembre 1870: le foto dei bersaglieri alla breccia di Porta Pia, che tutti abbiamo visto sui libri di storia, erano state messe in scena il giorno dopo, a battaglia finita. Il fatto che fossero state falsificate era anche quello un dato storico importante perché dimostra la volontà di creare una iconografia più reale del reale.

## Opere
- La storia avventurosa della fotografia, Fotografare, 1970.
- Tecnica fotografica. Parti 1-10, S.l., Accademia, 1973.
- Giovanni Verga. Specchio e realtà, Magma, 1976.
- Gli Alinari fotografi a Firenze 1852-1920, Alinari, 1977.
- I padri della fotografia, Cesco Ciapanna, 1979.
- Garibaldi. L'album fotografico, Alinari, 1981.
- La fotografia, Editori Riuniti, 1982.
- Processo Kappler la verità sulle fosse Ardeatine, L'Unità, 1994.
- Franco Pinna. Fotografie 1944-1977, 24 Ore cultura, 1996.
- Gli Alinari fotografi a Firenze 1852-1920, Alinari, 1977.
- Breve storia della fotografia, Einaudi, 2001.
- Senza riverenze, fotogiornalismo a Roma, Fotoarchivi e multimedia, 2001.
- Garibaldi, Alinari, 2001.
- Firenze, l'alluvione, L'Unità, 2006.
- Lo studio Trombetta. Cento anni di fotografia nel Molise, Alinari Idea, 2008.
- Roma, Alinari Idea, 2009.
- Roma e il Lazio negli Archivi Alinari, Alinari Idea, 2010.